# Coll de Bosc
Coll de Bosc és un edifici del municipi de Montseny (Vallès Oriental) inclòs en l'Inventari del Patrimoni Arquitectònic de Catalunya.

## Descripció
El cos central de l'edificació és a dues aigües, una d'elles sobre la façana. Algunes de les nombroses dependències que l'envolten i s'adapten al desnivell del terreny també tenen coberta a dues vessants.
La façana té una porta amb 14 dovelles de bones dimensions i una altra de secundària amb un arc de descàrrega sobre la llinda de fusta. També cal destacar dues finestres amb ampit, la principal de les quals té una inscripció a la llinda de pedra que diu: "Josep I 1714". Encara a la façana, que té una cantonera roma, hi ha les restes d'un rellotge de sol.

## Història
Coll de Bosc ja s'esmenta el 1470 i el 1515 hi ha un Segimon Coll de Bosc.